# Marzana

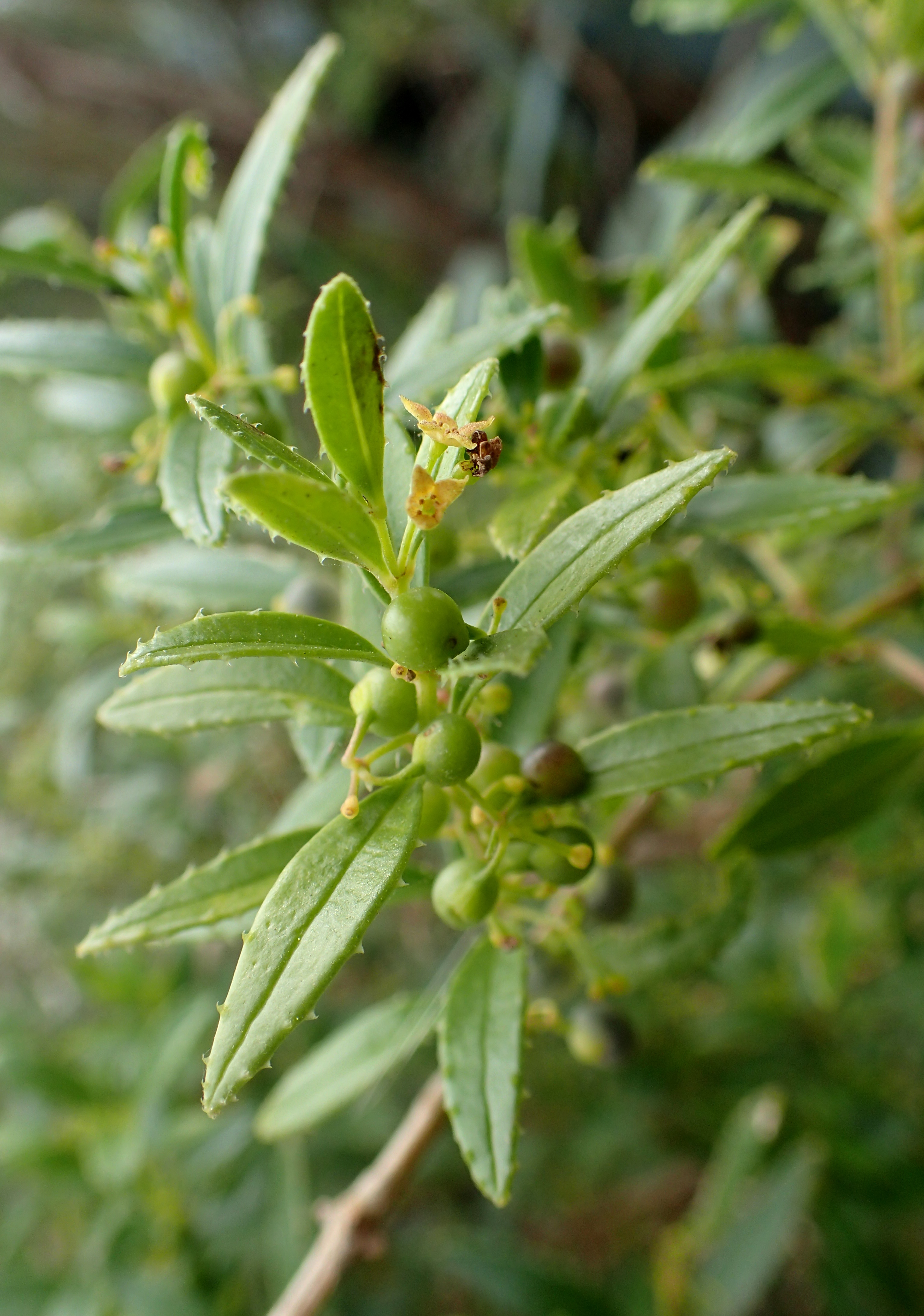
Rubia fruticosa

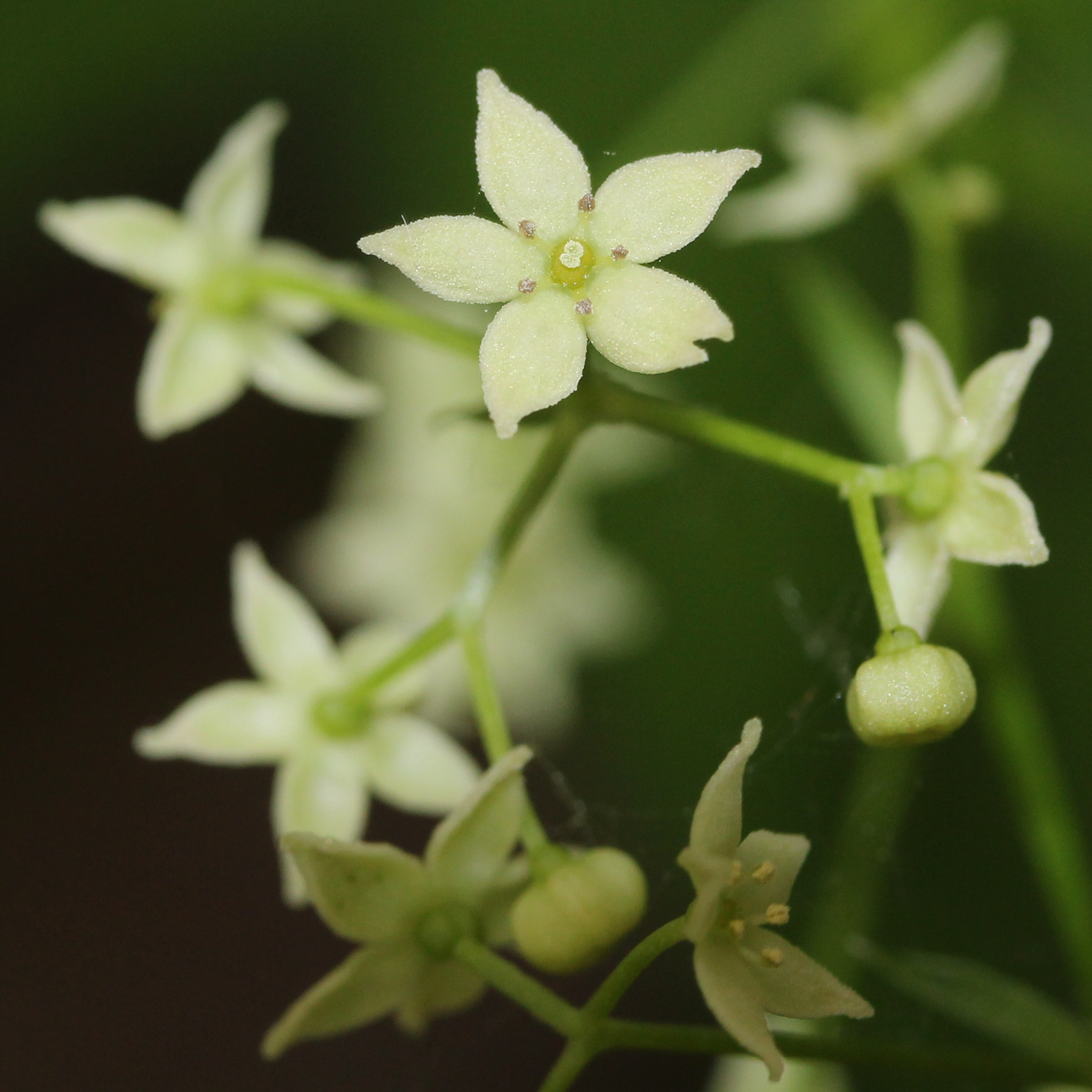
Rubia chinensis

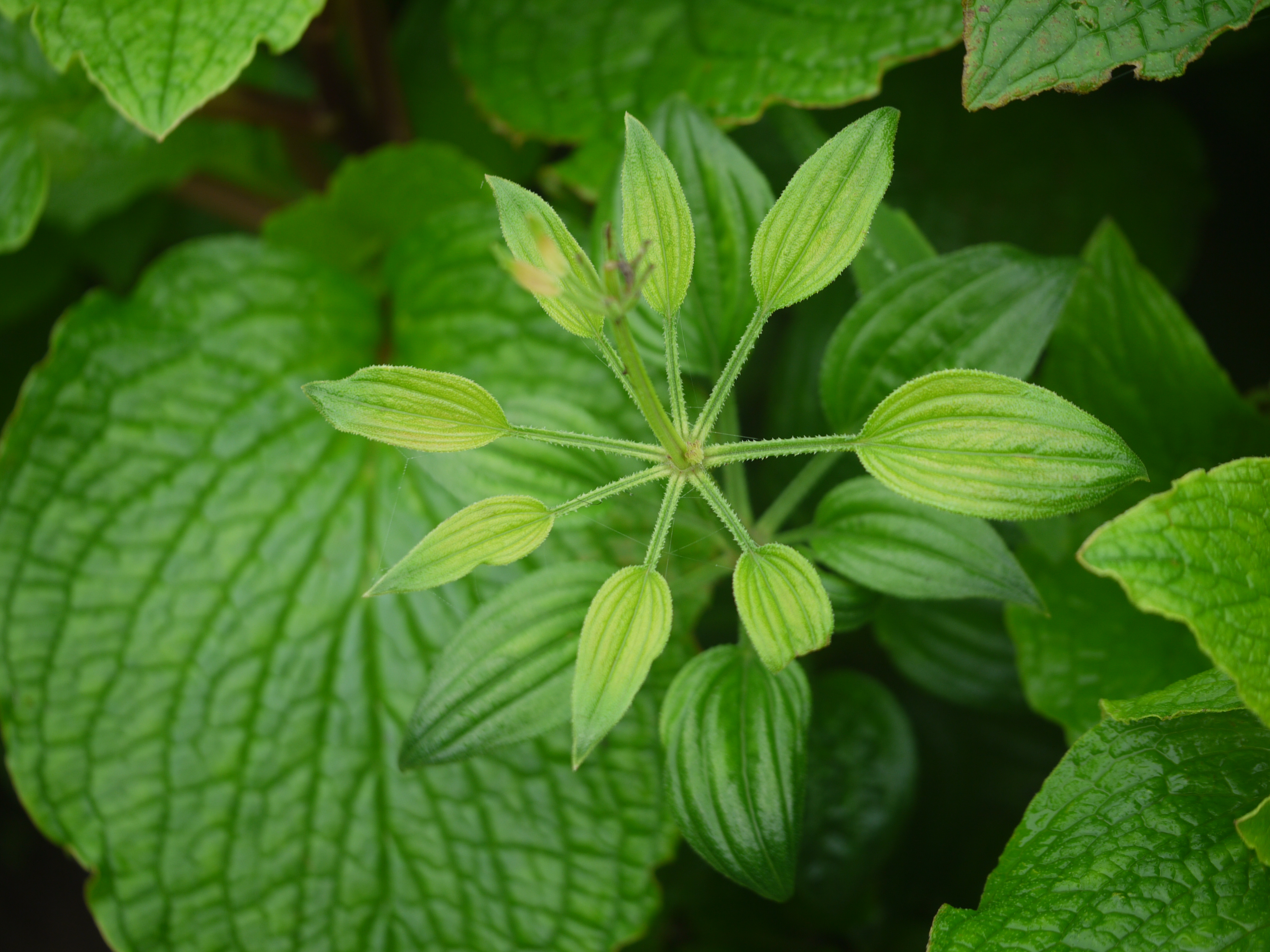
Rubia cordifolia

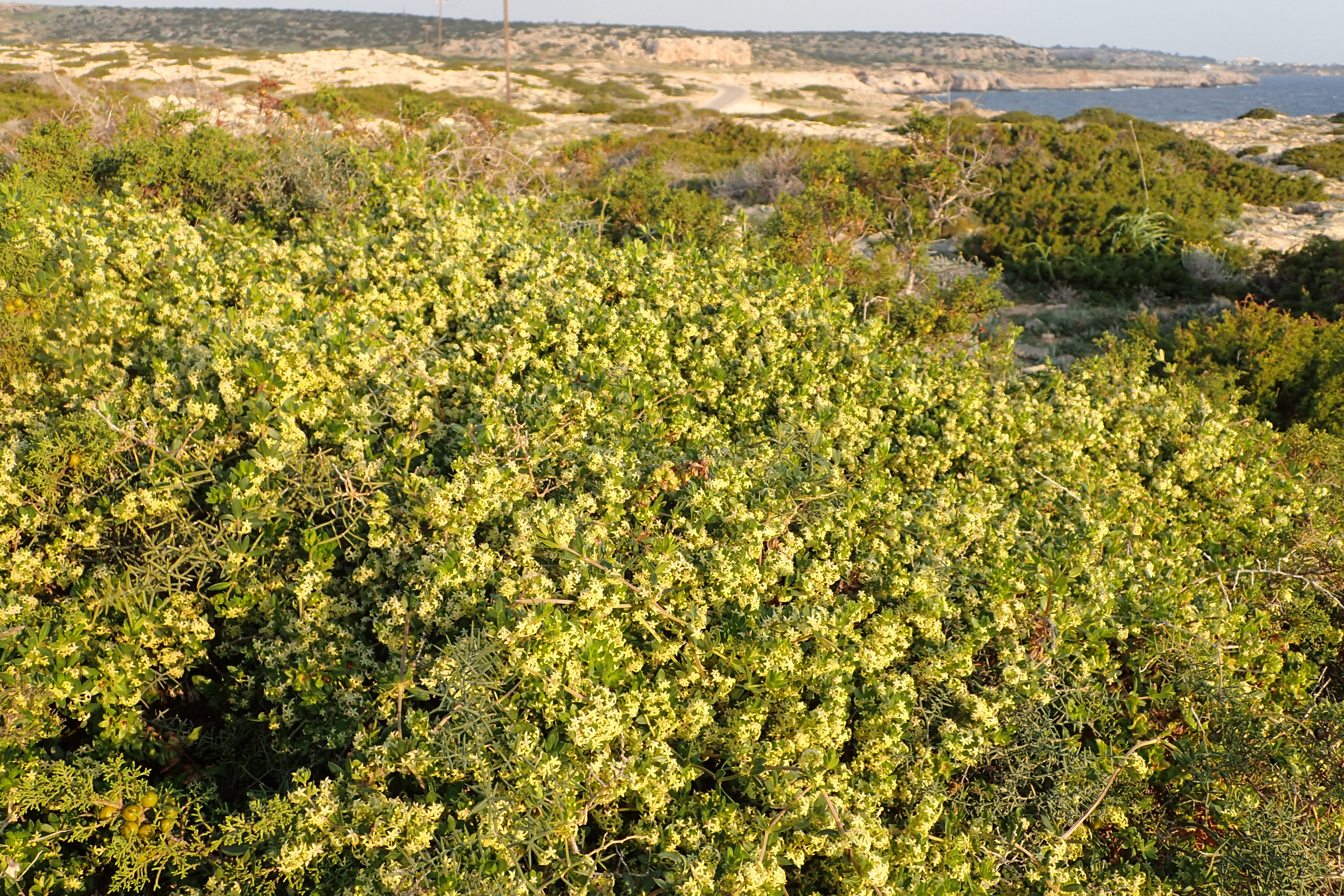
Rubia tenuifolia

Marzana (Rubia) – rodzaj roślin należący do rodziny marzanowatych (Rubiaceae). Obejmuje 82 gatunki. Rodzaj najbardziej zróżnicowany jest w Azji wschodniej i południowo-wschodniej, mniej liczne gatunki poprzez Himalaje sięgają do Azji południowo-zachodniej, Afryki wschodniej i południowej, poprzez obszar śródziemnomorski sięgają do wysp Makaronezji z Azorami włącznie. W samych Chinach występuje 38 gatunków, z czego 20 to endemity. W Europie rosną cztery gatunki (w Polsce jako gatunek uprawiany i przejściowo dziczejący – efemerofit – obecna jest tylko marzana barwierska R. tinctoria).
Znaczenie użytkowe mają zwłaszcza ci przedstawiciele rodzaju, z których korzeni pozyskuje się czerwony barwnik. W Europie jest to marzana barwierska R. tinctoria, a w Indiach – marzana sercolistna R. cordifolia. Jako roślina lecznicza wykorzystywana jest zwłaszcza R. peregrina. 

## Morfologia
PokrójKrzewy, półkrzewy i byliny, często wspinające się pnącza. Łodyga często kolczasta, żebrowana lub oskrzydlona.
LiścieNaprzeciwległe, wraz z liściopodobnymi przylistkami zebrane w okółki po 4–6 lub więcej. Czasem przylistki zredukowane lub odpadające.
KwiatySkupione w szczytowe lub wyrastające w kątach górnych liści wierzchotki dwuramienne, tworzące kwiatostany złożone wiechokształtne. Kwiaty są zwykle obupłciowe. Działki kielicha bardzo drobne lub całkiem zredukowane. Płatki korony cztery, rozpostarte kołowo, rzadko lejkowate lub dzwonkowate. Koloru białego, żółtego, zielonkawego, czerwonego do fioletowego, często ciemniejące po zaschnięciu. Pręcików zwykle jest 5, zrośnięte z płatkami u ich nasady. Zalążnia dolna (wewnątrz hypancjum) elipsoidalna lub kulistwa, dwukomorowa, z pojedynczymi zalążkami w każdej z komór. Słupek o znamieniu rozwidlonym.
OwoceRozłupnia rozpadająca się na dwie jednonasienne rozłupki, często z powodu redukcji jednego z zalążków powstaje jedna rozłupka. Rozłupki kuliste, nagie lub owłosione, często mięsiste – jagodopodobne.

## Systematyka
Rodzaj należy do plemienia Rubieae w podrodzinie Rubioideae Arnott w obrębie rodziny marzanowatych Rubiaceae. 
Wykaz gatunków
- Rubia agostinhoi Dans. & P.Silva
- Rubia aitchisonii Deb & Malick
- Rubia alaica Pachom.
- Rubia alata Wall.
- Rubia albicaulis Boiss.
- Rubia angustisissima Wall. ex G.Don
- Rubia argyi (H.Lév. & Vaniot) Hara ex Lauener
- Rubia atropurpurea Decne.
- Rubia balearica (Willk.) Porta
- Rubia caramanica Bornm.
- Rubia charifolia Wall. ex G.Don
- Rubia chinensis Regel & Maack
- Rubia chitralensis Ehrend.
- Rubia clematidifolia Blume ex Decne.
- Rubia cordifolia L. – marzana sercolistna
- Rubia crassipes Collett & Hemsl.
- Rubia cretacea Pojark. – marzana kredowa
- Rubia danaensis Danin
- Rubia davisiana Ehrend.
- Rubia deserticola Pojark.
- Rubia discolor Turcz.
- Rubia dolichophylla Schrenk
- Rubia edgeworthii Hook.f.
- Rubia falciformis H.S.Lo
- Rubia filiformis F.C.How ex H.S.Lo
- Rubia florida Boiss.
- Rubia fruticosa Aiton
- Rubia garrettii Craib
- Rubia gedrosiaca Bornm.
- Rubia haematantha Airy Shaw
- Rubia hexaphylla (Makino) Makino
- Rubia himalayensis Klotzsch
- Rubia hispidicaulis D.G.Long
- Rubia horrida (Thunb.) Puff
- Rubia infundibularis Hemsl. & Lace
- Rubia jesoensis (Miq.) Miyabe & Kudo
- Rubia komarovii Pojark.
- Rubia krascheninnikovii Pojark.
- Rubia laevissima Tsckern.
- Rubia latipetala H.S.Lo
- Rubia laurae (Holmboe) Airy Shaw
- Rubia laxiflora Gontsch.
- Rubia linii J.M.Chao
- Rubia magna P.G.Xiao
- Rubia mandersii Collett & Hemsl.
- Rubia manjith Roxb. ex Fleming
- Rubia maymanensis Ehrend. & Schönb.-Tem.
- Rubia membranacea Diels
- Rubia oncotricha Hand.-Mazz.
- Rubia oppositifolia Griff.
- Rubia ovatifolia Z.Ying Zhang ex Q.Lin
- Rubia pallida Diels
- Rubia pauciflora Boiss.
- Rubia pavlovii Bajtenov & Myrz.
- Rubia peregrina L.
- Rubia petiolaris DC.
- Rubia philippinensis Elmer
- Rubia podantha Diels
- Rubia polyphlebia H.S.Lo
- Rubia pseudogalium Ehrend.
- Rubia pterygocaulis H.S.Lo
- Rubia rechingeri Ehrend.
- Rubia regelii Pojark.
- Rubia rezniczenkoana Litv.
- Rubia rigidifolia Pojark.
- Rubia rotundifolia Banks & Sol.
- Rubia salicifolia H.S.Lo
- Rubia schugnanica B.Fedtsch. ex Pojark.
- Rubia schumanniana E.Pritz.
- Rubia siamensis Craib
- Rubia sikkimensis Kurz
- Rubia sylvatica (Maxim.) Nakai
- Rubia tatarica (Trevir.) F.Schmidt
- Rubia tenuifolia d'Urv.
- Rubia thunbergii DC.
- Rubia tibetica Hook.f.
- Rubia tinctorum L. – marzana barwierska
- Rubia transcaucasica Grossh.
- Rubia trichocarpa H.S.Lo
- Rubia truppeliana Loes.
- Rubia wallichiana Decne.
- Rubia yunnanensis Diels